# Élections constituantes de 1945 dans l'Eure
Les élections constituantes françaises de 1945 se déroulent le 21 octobre.

## Mode de scrutin
Les députés sont élus selon le système de représentation proportionnelle suivant la règle de la plus forte moyenne dans le département, sans panachage ni vote préférentiel.
Il y a 586 sièges à pourvoir.
Dans le département de Eure, quatre députés sont à élire.

## Élus
Les quatre députés élus sont : 
| Identité        | Parti | Parti       |
| --------------- | ----- | ----------- |
| Albert Forcinal |       | App.Rad-Soc |
| Augustin Azémia |       | SFIO        |
| Paul Greffier   |       | PCF         |
| Georges Chauvin |       | Rad-Soc     |

## Résultats

### Résultats à l'échelle du département
| Parti          | Parti                                            | Tête de liste   | Résultats | Résultats | Sièges | Sièges |
| Parti          | Parti                                            | Tête de liste   | Voix      | %         |        |        |
| -------------- | ------------------------------------------------ | --------------- | --------- | --------- | ------ | ------ |
|                | Républicaine indépendante (App. Rad-Soc)         | Albert Forcinal | 29 837    | 20,75     | 1      |        |
|                | Section française de l'Internationale ouvrière   | Augustin Azémia | 25 252    | 17,56     | 1      |        |
|                | Parti communiste français                        | Paul Greffier   | 24 058    | 16,73     | 1      |        |
|                | Parti républicain, radical et radical-socialiste | Georges Chauvin | 23 532    | 16,37     | 1      |        |
|                | Mouvement républicain populaire                  | André Guillant  | 23 400    | 16,27     | -      |        |
|                | Entente républicaine (FR)                        | André d'Esneval | 17 706    | 12,31     | -      |        |
|                |                                                  |                 |           |           |        |        |
| Inscrits       | Inscrits                                         | Inscrits        | 184 521   | 100,00    | 4      |        |
| Votants        | Votants                                          | Votants         | 148 600   | 80,53     |        |        |
| Blancs et nuls | Blancs et nuls                                   | Blancs et nuls  | 4 815     | 3,24      |        |        |
| Exprimés       | Exprimés                                         | Exprimés        | 143 785   | 96,76     |        |        |